# Modra špilja
 Ovo je glavno značenje pojma Modra špilja. Za druga značenja pogledajte Modra špilja (razdvojba).
Modra špilja je špilja na istočnoj strani otoka Biševa.
Špilju je opisao Ransonet, a nalazi se u uvali Balun na istočnoj strani otoka Biševa. Dostupna je javnosti od 1884., kada je probijen vanjski ulaz, kroz koji se u špilju ulazi malim čamcem na vesla. 
Špilja ima dva otvora, jedan manji, umjetno produbljen, kroz koji može proći čamac na vesla i taj otvor nema utjecaja na rasvjetu u špilji. Drugi je otvor poput svoda i mnogo je širi, na južnoj strani špilje ispod razine mora te kroz njega prodire sunčeva svjetlost. Zbog Modre špilje, otok ima turističku vrijednost. Oko podneva za mirnog mora sunčeve zrake prodiru kroz podvodni otvor u Modru špilju, reflektiraju se od bijelog dna i osvjetljavaju špilju modrom, a predmete u vodi srebrnastom bojom. Radi male dubine špilje i podvodne pukotine, pogodna je za ronjenje ronilaca svih kategorija. Duboka je 3 - 20 m. Špilja je geomorfološki jako zanimljiva te predstavlja tipičan krški oblik.

## Vanjske poveznice
|  | Zajednički poslužitelj ima još gradiva o temi Modra špilja |